# 7349 Ernestmaes
A 7349 Ernestmaes (ideiglenes jelöléssel 1993 QK4) a Naprendszer kisbolygóövében található aszteroida. Eric Walter Elst fedezte fel 1993. augusztus 18-án.